# Ulica Dworcowa w Żywcu

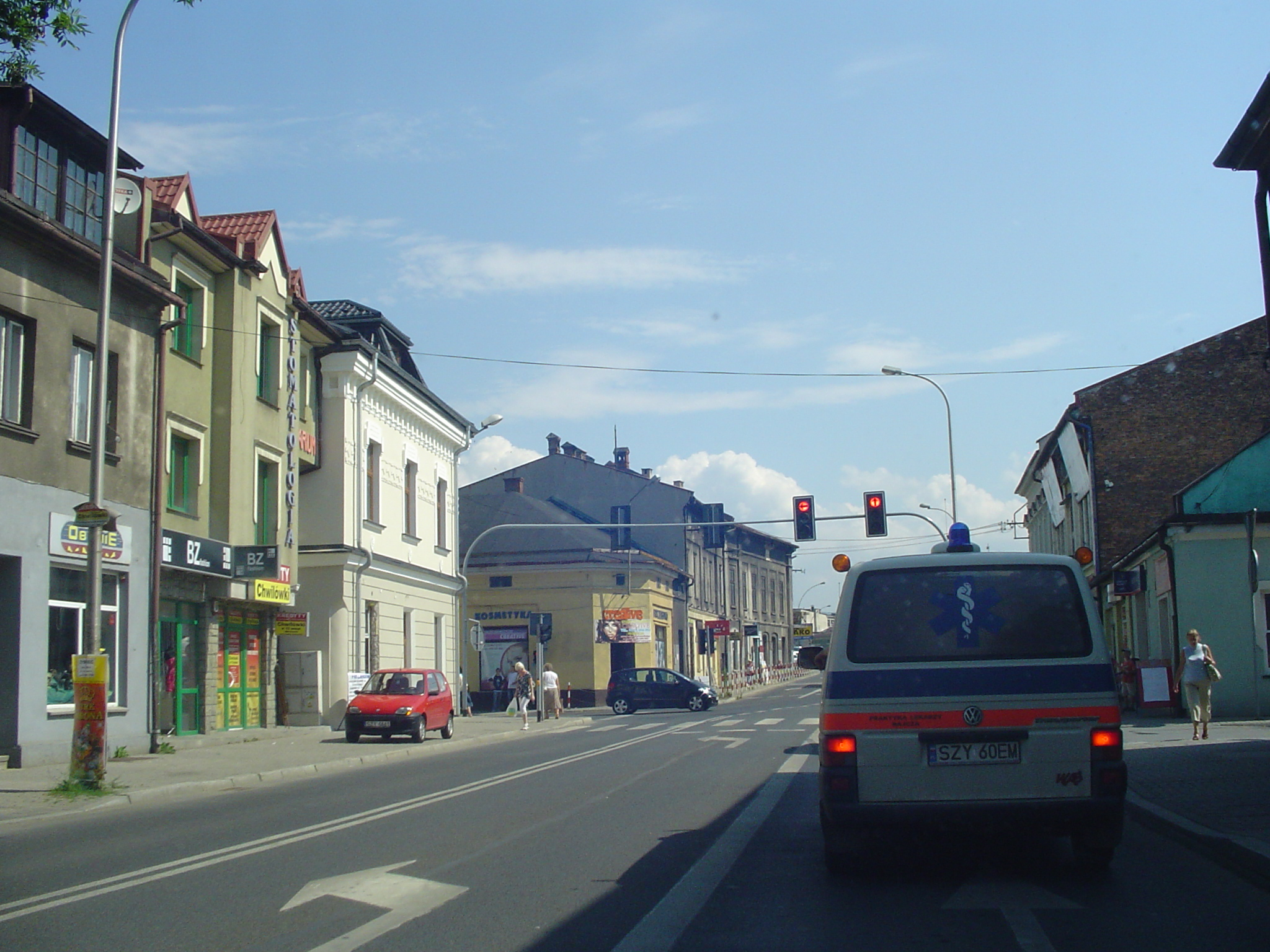
Ulica Dworcowa na skrzyżowaniu z ulicą Wesołą

Ulica Dworcowa – główna arteria komunikacyjna dzielnicy Zabłocie w Żywcu. Stanowi jej centrum handlowo-usługowe. Ulica biegnie od Alei Jana Pawła II przez most na Sole do skrzyżowania z ulicą ks. Słonki, gdzie przechodzi w ulicę Browarną.

## Zmiany nazwy
Początkowo nosiła nazwę ulica Główna, zmienioną później na ulicę Kolejową. W czasie okupacji ulicy nadano nazwę Hauptstrasse, a po wojnie powrócono do nazwy ulica Kolejowa. W 1950 przemianowano ją ulicę Juliana Marchlewskiego. W 1991 roku nadano jej obecną nazwę Dworcowa.

## Historia
Ulica Dworcowa skupiała niegdyś sklepy, składy z materiałami i zakłady rzemieślnicze. Mieściła się tu jedna z największych i najpopularniejszych restauracji „Pod Góralem”. Obok znajdował się magazyn z artykułami żelaznymi, a przy skrzyżowaniu z ul. Wesołą – sklep z przyborami piśmienniczymi. Naprzeciwko znajdowała się apteka, a za nią sklep spożywczy.
Zbudowana w 1897 roku kamienica numer 49 mieściła popularny hotel „Munk”. Na parterze znajdowały się dwie restauracje. Prawą stronę zajmowała restauracja Munka, lewą zaś restauracja J. Waksa. Były hotel Munka znajdował się naprzeciwko dworca kolejowego. Nadbudowę budynku stanowi belweder ozdobiony pięknymi motywami epoki odrodzenia tzw. wolutami. Belweder ozdobiony jest także pilastrami imitującymi barokowe kolumny w okowach. Nad drzwiami budynku znajduje się fronton, który jest zakończeniem obramowań drzwiowych. Wewnętrzne pole frontonu, czyli tympanon wypełniony jest dekoracją, w tym wypadku inicjałami „H.M.”. Nad drzwiami kamienicy umieszczony jest zwornik. Okna i drzwi są zdobione dodatkowo elementami boniowania. Charakterystycznym elementem architektonicznym tej kamienicy są tzw. naczułki, które znajdują się nad drzwiami i nad belwederem.
W 1968 roku PSS oddała do użytku Spółdzielczy Dom Handlowy „Beskid” (ul. Dworcowa 65a), który został zaprojektowany przez architekta Wiktora Zina. Był to drugi z kolei największy sklep na terenie miasta po Rolniczym Domu Towarowym położonym przy ul. Dworcowej 16.
W 1976 do pomieszczeń dawnej komendy Milicji Obywatelskiej w kamienicy nr 2 została przeniesiona siedziba Biblioteki Miejskiej, która funkcjonowała tu do 2007, kiedy została uruchomiona w nowej lokalizacji w kamienicy „Siejba” przy ul. Kościuszki.
W 1980 roku wybudowano przejście podziemne pod ulicą prowadzące z dworca autobusowego na plac przed dworcem kolejowym. W 2016 przejście zostało wyremontowane, przeciekający dach, wykonano konserwację, pomalowane elementy, przejście wyczyszczono, zainstalowano monitoring i oświetlenie, a na ścianach powieszono reklamy Grupy Żywiec.
Ulica Dworcowa na odcinku od skrzyżowania z ul. Wesołą do przejścia w ul. Browarną na mocy Uchwały nr 192 Rady Ministrów z dnia 3 grudnia 1985 została zaliczona do przebiegu drogi krajowej nr 944, co zostało utrzymane na mocy Rozporządzenia Rady Ministrów z dnia 15 grudnia 1998 r. w sprawie ustalenia wykazu dróg krajowych i wojewódzkich. Zarząd nad drogą krajową sprawowany był przez Generalną Dyrekcję Dróg Publicznych Oddział Południowy w Katowicach z placówką w Żywcu. Pozostały odcinek ulicy od skrzyżowania z ul. Wesołą do mostu na Sole był częścią drogi wojewódzkiej nr 945. Zgodnie z zarządzeniem Generalnego Dyrektora Dróg Publicznych z dnia 9 maja 2000 drogi krajowe 94 i 944 zostały przemianowane na drogę krajową nr 69, której przebieg został poprowadzony ulicami Wesołą i Armii Krajowej, z pominięciem ul. Dworcowej.
Obecny wygląd ulica uzyskała w 2002 roku, kiedy ukończono jej generalną modernizację, w ramach której położono nową sieć deszczową, wodociągową i sanitarną, powstało nowe oświetlenie, zatoczki autobusowe, wysepki oraz nowa nawierzchnia jezdni i chodników.
W 2010 rozbudowany został budynek numer 26, w którym mieściło się Gimnazjum nr 1 im. Jana Pawła II, obecnie Szkoła podstawowa nr 9 im. Jana Pawła II. Do użytku oddano nowoczesną salę gimnastyczną ze ścianką wspinaczkową, nowe sale edukacyjne i obserwatorium astronomiczne. Cały budynek odmalowano.
W 2011 w Domu Towarowym „Savia” został zamknięty sklep Savia, a otwarte zostało Tesco, ze względu na sprzedaż tej firmy. W 2021 Tesco zastąpił sklep Netto. Budynek przez mieszkańców wciąż nazywamy jest „Savią”.
W 2015 roku wyremontowany został dworzec kolejowy. Odnowiono elewację, wymieniono drzwi i zamontowano nową tablicę z nazwą dworca. Wymieniono także nawierzchnię na parkingu przed dworcem i odnowiono przystanek dla busów obok dworca.
W 2016 został zakończony remont dworca autobusowego w Żywcu. Poprzednie budynki zostały zburzone, w ich miejscu powstał budynek, który został sprzedany prywatnemu inwestorowi. Obok znajduje się poczekalnia z toaletami, która budzi kontrowersje, ponieważ czynna jest tylko od poniedziałku do piątku w godzinach 7:00-17:00 i w soboty od 8:00 do 13:00, co zdaniem mieszkańców i turystów nie spełnia funkcji poczekalni. Oprócz tego wybudowano 60 miejsc parkingowych oraz 12 stanowisk dla busów i autobusów.

## Najważniejsze obiekty
Przy ulicy Dworcowej znajdują się między innymi:
- Szkoła podstawowa nr 9 (ul. Dworcowa 26), wcześniej Gimnazjum nr 1
- D.T. „Savia” (ul. Dworcowa 42), w którym obecnie znajduje się Netto
- Urząd Pocztowy Żywiec 2 (ul. Dworcowa 52)
- Dworzec autobusowy
- Dworzec kolejowy Żywiec
- Powszechny Zakład Ubezpieczeń Na Życie S.A. (ul. Dworcowa 23)
- Sekcja Obsługi Ubezpieczonych Śląskiego Oddziału Wojewódzkiego NFZ (ul. Dworcowa 23)
- Telekomunikacja Polska S.A. (ul. Dworcowa 35)